# Прянишников, Вячеслав Валерьевич
Вячеслав Валерьевич Прянишников (4 августа 1976) — киргизский футболист, полузащитник. Выступал за сборную Кыргызстана. Лучший бомбардир чемпионата Кыргызстана 2006 года.

## Биография

### Клубная карьера
Первый тренер — Василий Семенович Чмырь. Начал выступать на взрослом уровне в 1993 году в клубе «Алга-РИИФ» (позднее — «Алга-ПВО», «СКА ПВО»). Провёл в команде без перерыва 11 сезонов, сыграв более 200 матчей. Неоднократно становился чемпионом (1993, 2001, 2002), серебряным призёром (1997, 1998, 1999, 2003) чемпионата Кыргызстана, семикратным обладателем Кубка Кыргызстана (1997—2003). В 2001 году занял второе место в споре бомбардиров чемпионата с 25 голами, в 2002 году был третьим (10 голов).
Летом 2003 года перешёл в казахстанский клуб «Тараз». Дебютный матч в высшей лиге Казахстана сыграл 2 августа 2003 года против «Экибастузца» и в нём же забил свой первый гол. Всего до конца сезона принял участие в 15 матчах и забил 4 гола, по окончании сезона вернулся в Кыргызстан.
В 2004—2005 годах продолжил играть за «СКА ПВО», переименованный затем в «СКА-Шоро», становился в этих сезонах серебряным призёром чемпионата. В 2004 году занял четвёртое место в споре бомбардиров (22 гола), в 2005 году — второе место (16 голов).
После расформирования «СКА-Шоро» в 2006 году перешёл в «Абдыш-Ату», в её составе стал серебряным призёром и лучшим бомбардиром чемпионата Кыргызстана 2006 года (24 гола).
Первую половину сезона 2007 года провёл в составе клуба «Авиатор-ААЛ», считавшегося продолжателем традиций «Алги», а после его расформирования играл за «Жаштык-Ак-Алтын». По окончании сезона 2007 года завершил карьеру.
Отличался сильным и точным дальним ударом, был штатным исполнителем штрафных и пенальти.
Всего за карьеру в высшей лиге Кыргызстана забил 153 гола.

### Карьера в сборной
В национальной сборной Кыргызстана дебютировал 15 ноября 2000 года в товарищеском матче против Эстонии, заменив на 55-й минуте Владимира Черткова. Первые голы за сборную забил 20 марта 2003 года, отличившись «дублем» в игре с Непалом.
Всего в 2000—2004 годах сыграл за сборную Кыргызстана 14 матчей и забил 2 гола.